# Stomorhina lunata

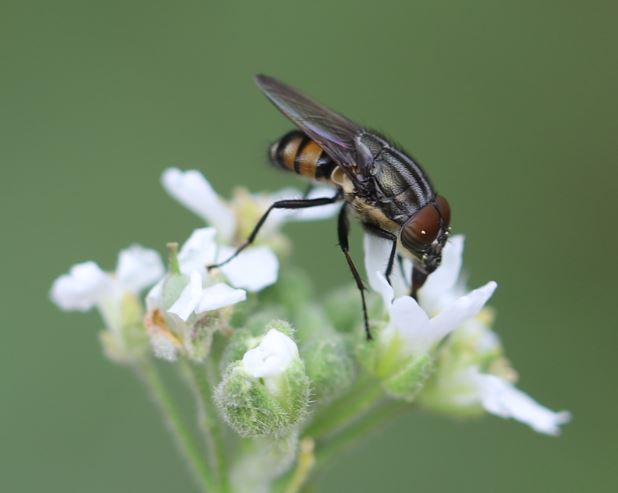
Männchen

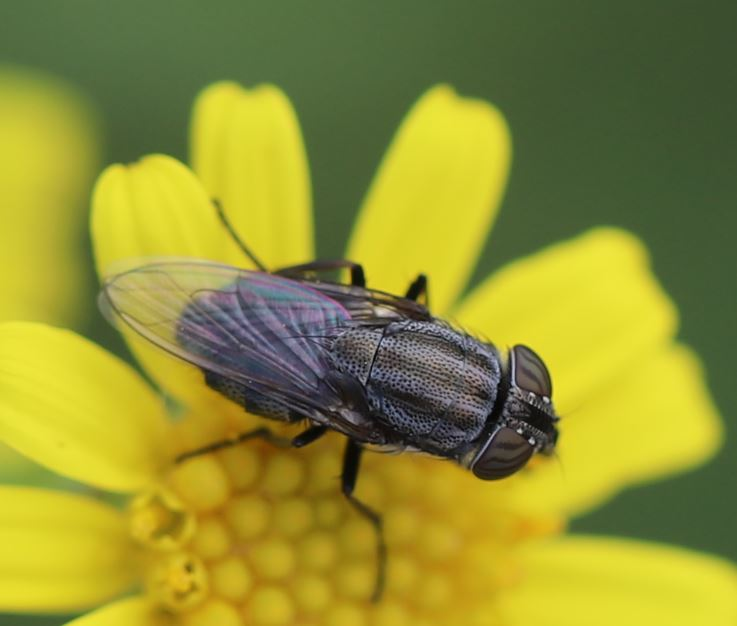
Weibchen, Dorsalansicht

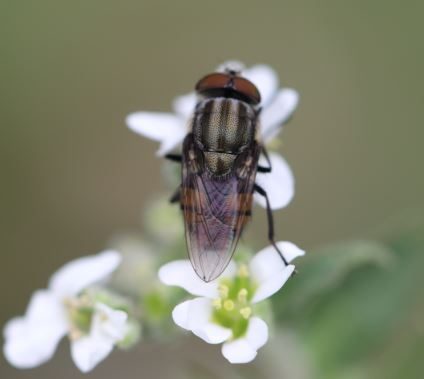
Männchen, Dorsalansicht

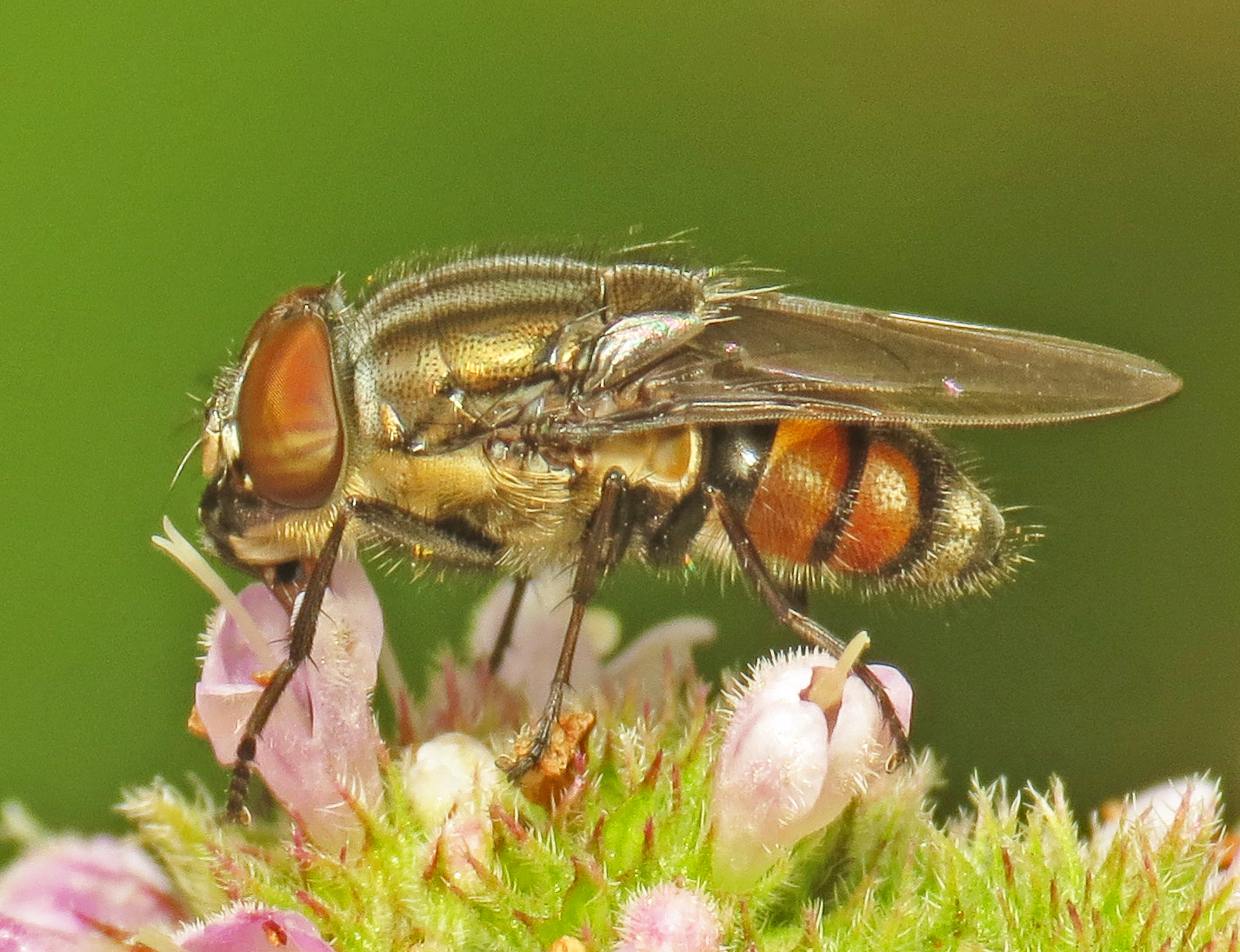
Männchen, Seitenansicht

Stomorhina lunata ist ein Zweiflügler aus der Unterfamilie Rhiniinae innerhalb der Schmeißfliegen (Calliphoridae). Manche Autoren betrachten die Unterfamilie als eigenständige Familie.

## Merkmale
Die Fliegen sind 5–9 mm lang. Ihre Flügelspannweite liegt bei 13–16 mm. Die mittelgroßen Fliegen sehen gewöhnlichen Stubenfliegen auf den ersten Blick ähnlich, besitzen aber doch unverwechselbare Merkmale. Sie besitzen einen prominenten Proboscis (Saugrüssel). Über ihren Thorax und ihr Schildchen verlaufen markante schwarze Längsstreifen. Der Hinterleib weist bei den Männchen gelbe und schwarze Querbänder auf. An den Tergiten 3 und 4 sind bei den Männchen seitlich große orangefarbene Flecke erkennbar. Bei den Weibchen sind diese Flecke weniger auffällig in Grau gehalten. Bei den Männchen stehen die braunroten Facettenaugen eng aneinander – typisch für viele Fliegenarten. Sie weisen auf der unteren Hälfte irisierende Längsstreifen auf. Bei den Weibchen liegen die Augen weiter auseinander. Deren Facettenaugen weisen über der kompletten Fläche der Augen irisierende Längsstreifen auf.

## Verbreitung
Die Art kommt hauptsächlich im Mittelmeerraum vor. Auf den Kanarischen Inseln und in Afrika ist die Art ebenfalls vertreten. Im südlichen Mitteleuropa sind die Fliegen mittlerweile auch anzutreffen.

## Lebensweise
Die Weibchen von Stomorhina lunata legen ihre Eier nahe Ootheken verschiedener Feldheuschrecken ab. Die geschlüpften Fliegenlarven ernähren sich von den Heuschreckeneiern. Somit hat die Fliegenart eine wichtige Funktion bei der Bestandsregulierung der Heuschrecken. Die Flugzeit dauert von Juli bis Oktober. Die Fliegen beobachtet man an den Blüten von Dolden- und Korbblütlern, insbesondere an Herbst-Löwenzahn, Rainfarn, Wiesen-Kerbel, Acker-Schöterich und Echtes Mädesüß. Die Fliegen gelten als nicht standorttreu. Als ein Feind von Stomorhina lunata wird die im Mittelmeerraum heimische Raubwanzen-Art Rhynocoris erythropus genannt.